# Japan Open 1991
Die Japan Open 1991 im Badminton fanden vom 16. bis zum 21. Januar 1991 in Yoyogi, Tokio, statt.

## Sieger und Platzierte
| Disziplin    | Gold                          | Silber                               | Bronze                               |
| ------------ | ----------------------------- | ------------------------------------ | ------------------------------------ |
| Herreneinzel | Ardy Wiranata                 | Wu Wenkai                            | Joko Suprianto                       |
| Herreneinzel | Ardy Wiranata                 | Wu Wenkai                            | Fung Permadi                         |
| Dameneinzel  | Huang Hua                     | Susi Susanti                         | Minarti Timur                        |
| Dameneinzel  | Huang Hua                     | Susi Susanti                         | Helen Troke                          |
| Herrendoppel | Kim Moon-soo Park Joo-bong    | Jalani Sidek Razif Sidek             | Li Yongbo Tian Bingyi                |
| Herrendoppel | Kim Moon-soo Park Joo-bong    | Jalani Sidek Razif Sidek             | Rudy Gunawan Eddy Hartono            |
| Damendoppel  | Gillian Clark Gillian Gowers  | Guan Weizhen Nong Qunhua             | Chung So-young Hwang Hye-young       |
| Damendoppel  | Gillian Clark Gillian Gowers  | Guan Weizhen Nong Qunhua             | Erma Sulistianingsih Rosiana Tendean |
| Mixed        | Park Joo-bong Chung Myung-hee | Jon Holst-Christensen Grete Mogensen | Thomas Lund Pernille Dupont          |
| Mixed        | Park Joo-bong Chung Myung-hee | Jon Holst-Christensen Grete Mogensen | Jan Paulsen Gillian Gowers           |

## Finalergebnisse
| Disziplin    | Sieger                        | Finalist                             | Ergebnis          |
| ------------ | ----------------------------- | ------------------------------------ | ----------------- |
| Herreneinzel | Ardy Wiranata                 | Wu Wenkai                            | 12-15, 15-4, 15-7 |
| Dameneinzel  | Huang Hua                     | Susi Susanti                         | 11-3, 11-6        |
| Herrendoppel | Park Joo-bong Kim Moon-soo    | Razif Sidek Jalani Sidek             | 15-4, Aufgabe     |
| Damendoppel  | Gillian Clark Gillian Gowers  | Guan Weizhen Nong Qunhua             | 6-15, 18-15, 15-9 |
| Mixed        | Park Joo-bong Chung Myung-hee | Jon Holst-Christensen Grete Mogensen | 15-7, 15-8        |

## Ergebnisse

### Herreneinzel Qualifikation
- Lin Yuan-dien –  Simeon Ramores: 15-7 / 15-0
- Kazuhiro Shimogami –  Kerrin Harrison: 1-15 / 15-10 / 15-7
- Seiichi Watanabe –  Antonio Mance jr.: 15-4 / 15-6
- Fernando de la Torre –  You Kok Kiong: 15-9 / 15-8
- Chow Kin Man –  Anthony Ave: 7-15 / 18-13 / 15-4
- Tsutomu Kinjo –  Ramjee B. Shrestha: 15-1 / 15-9
- Thomas Reidy –  Ricardo Santos: 15-2 / 15-4
- Tomomasa Otani –  Martin Lee Millar: 15-2 / 15-3
- Eishi Kibune –  Naresh Bahadur Singh: 15-6 / 15-2
- Kazuhiko Hamakita –  Lin Yuan-dien: 15-6 / 10-15 / 18-15
- Abhichat Khongchan –  Koh Leng Kang: 15-11 / 15-5
- Seiichi Watanabe –  Lin Liang-chun: 15-2 / 15-5
- Chiang Hong-li –  Fernando de la Torre: 15-7 / 15-10
- Tsutomu Kinjo –  Chow Kin Man: 15-9 / 15-4
- Thomas Reidy –  Akihiko Yamamoto: 15-3 / 15-7
- Tomomasa Otani –  Wu Jiunn-shong: 8-15 / 18-15 / 15-2
- Eishi Kibune –  Ng Liang Hua: 5-15 / 15-8 / 15-3
- Kazuhiko Hamakita –  Kazuhiro Honda: 15-9 / 15-11
- Kazuhiro Shimogami –  Abhichat Khongchan: 15-13 / 15-0
- Seiichi Watanabe –  Jessie Alonzo: 15-3 / 18-15
- Tsutomu Kinjo –  Chiang Hong-li: 15-10 / 15-8
- Thomas Reidy –  Teeranun Chiangtha: 15-9 / 14-17 / 15-8
- Tomomasa Otani –  Eishi Kibune: 15-2 / 15-3

### Herreneinzel
- Ardy Wiranata –  Niroshan Wijekoon: 15-1 / 15-9
- Liu Jun –  Kazuhiko Hamakita: 15-2 / 15-6
- Liu En-hung –  Vacharapan Khamthong: 15-12 / 15-3
- Jens Peter Nierhoff –  Benny Lee: 15-11 / 15-4
- Morten Frost –  Bryan Blanshard: 15-3 / 15-3
- Pawel Uwarow –  Kazuhiro Shimogami: 15-3 / 15-10
- Steve Butler –  Chan Wing Kit: 15-8 / 15-8
- Jeroen van Dijk –  Masahiro Ito: 12-15 / 17-14 / 15-8
- Foo Kok Keong –  Akihiro Kishida: 15-1 / 15-11
- Yu Lizhi –  Peter Knowles: 15-10 / 6-15 / 15-7
- Bambang Suprianto –  Lin Chian-chow: 15-11 / 15-10
- Thomas Stuer-Lauridsen –  Ahn Jae-chang: 15-4 / 15-2
- Fung Permadi –  Pulsak Thewarangsee: 15-1 / 15-9
- Hiroki Eto –  Wong Wai Lap: 15-10 / 15-13
- Chris Bruil –  Seiichi Watanabe: 17-15 / 15-12
- Peter Axelsson –  Hamid Khan: 15-11 / 7-15 / 15-13
- Jaimie Dawson –  Wong Tat Meng: 15-7 / 15-13
- Claus Thomsen –  Tsutomu Kinjo: 15-11 / 15-11
- Lee Mou-chou –  Pierre Pelupessy: 15-12 / 7-15 / 15-8
- Joko Suprianto –  Lee Kwang-jin: 15-11 / 15-1
- Hermawan Susanto –  Chris Jogis: 15-8 / 15-12
- Chen Rong –  Yasumasa Tsujita: 15-2 / 15-7
- Glenn Stewart –  Stellan Österberg: 15-9 / 1-15 / 15-12
- Poul-Erik Høyer Larsen –  Takahiro Suka: 15-4 / 15-8
- Darren Hall –  Guo Huan-Wen: 15-10 / 17-14
- Andrei Antropow –  Thomas Reidy: 15-3 / 15-7
- Pontus Jäntti –  Fernando de la Torre: 15-9 / 15-5
- Alan Budikusuma –  Tse Bun: 15-10 / 15-12
- Ib Frederiksen –  Chan Kin Ngai: 15-3 / 15-6
- Sompol Kukasemkij –  Hideaki Motoyama: 15-2 / 15-9
- Jens Olsson –  Tomomasa Otani: 13-18 / 15-4 / 15-1
- Wu Wenkai –  Alex Meijer: w.o.
- Ardy Wiranata –  Liu Jun: 15-10 / 15-9
- Jens Peter Nierhoff –  Liu En-hung: 15-5 / 15-7
- Morten Frost –  Pawel Uwarow: 15-2 / 15-2
- Steve Butler –  Jeroen van Dijk: 15-5 / 12-15 / 15-1
- Foo Kok Keong –  Yu Lizhi: 10-15 / 15-12 / 15-6
- Thomas Stuer-Lauridsen –  Bambang Suprianto: 7-15 / 15-5 / 15-9
- Fung Permadi –  Hiroki Eto: 15-6 / 15-3
- Peter Axelsson –  Chris Bruil: 12-15 / 15-8 / 15-8
- Claus Thomsen –  Jaimie Dawson: 15-6 / 15-5
- Joko Suprianto –  Lee Mou-chou: 15-2 / 11-15 / 15-5
- Hermawan Susanto –  Chen Rong: 15-12 / 15-6
- Poul-Erik Høyer Larsen –  Glenn Stewart: 18-16 / 15-8
- Darren Hall –  Andrei Antropow: 15-7 / 15-8
- Alan Budikusuma –  Pontus Jäntti: 15-5 / 15-6
- Ib Frederiksen –  Sompol Kukasemkij: 15-13 / 15-3
- Wu Wenkai –  Jens Olsson: 15-12 / 15-4
- Ardy Wiranata –  Jens Peter Nierhoff: 15-4 / 15-4
- Morten Frost –  Steve Butler: 15-7 / 15-1
- Thomas Stuer-Lauridsen –  Foo Kok Keong: 17-15 / 15-11
- Fung Permadi –  Peter Axelsson: 15-3 / 15-3
- Joko Suprianto –  Claus Thomsen: 15-9 / 15-7
- Poul-Erik Høyer Larsen –  Hermawan Susanto: 15-11 / 8-15 / 15-13
- Darren Hall –  Alan Budikusuma: 17-16 / 15-11
- Wu Wenkai –  Ib Frederiksen: 15-1 / 18-17
- Ardy Wiranata –  Morten Frost: 7-15 / 15-10 / 15-13
- Fung Permadi –  Thomas Stuer-Lauridsen: 15-6 / 15-1
- Joko Suprianto –  Poul-Erik Høyer Larsen: 18-14 / 15-6
- Wu Wenkai –  Darren Hall: 17-15 / 15-6
- Ardy Wiranata –  Fung Permadi: 15-10 / 15-9
- Wu Wenkai –  Joko Suprianto: 18-16 / 15-10
- Ardy Wiranata –  Wu Wenkai: 12-15 / 15-4 / 15-7

### Dameneinzel Qualifikation
- Lee Shuk-chuen –  Ana Laura de la Torre: 11-0 / 11-0
- Masako Sakamoto –  Linda French: 11-1 / 11-1
- Thananya Phanachet –  Erika Von Heiland: 11-1 / 4-11 / 11-6
- Takako Ida –  Cheng Yin Sat: 11-6 / 11-1
- Plernta Boonyarit –  María de la Paz Luna Félix: 11-2 / 11-5
- Anna Lao –  Zarinah Abdullah: 11-4 / 11-2
- Lee Shuk-chuen –  Joy Kitzmiller: 11-8 / 11-8
- Rhonda Cator –  Masako Sakamoto: 2-11 / 11-4 / 12-10
- Takako Ida –  Thananya Phanachet: 11-3 / 11-7
- Anna Lao –  Plernta Boonyarit: 11-1 / 11-1

### Dameneinzel
- Jaroensiri Somhasurthai –  Irina Serova: 11-0 / 11-0
- Eline Coene –  Haruko Yachi: 11-7 / 11-2
- Denyse Julien –  Akiko Michiue: 8-12 / 11-4 / 11-6
- Hisako Mizui –  Camilla Martin: 11-7 / 11-4
- Erica van den Heuvel –  Christine Skropke: 11-2 / 11-5
- Ye Zhaoying –  Anne Gibson: 11-3 / 11-8
- Kazue Kanai –  Doris Piché: 11-1 / 12-11
- Pornsawan Plungwech –  Yoshiko Iwata: 11-7 / 11-5
- Susi Susanti –  Shyu Yu-ling: 11-0 / 11-7
- Jaroensiri Somhasurthai –  Hideyo Noguchi: 11-0 / 11-9
- Zhou Lei –  Lee Shuk-chuen: 11-1 / 11-3
- Eline Coene –  Joanne Muggeridge: 11-5 / 12-11
- Lee Young-suk –  Takako Ida: 4-11 / 11-2 / 11-2
- Christine Magnusson –  Denyse Julien: 12-10 / 5-11 / 11-5
- Minarti Timur –  Zhou Qianmin: 11-6 / 5-11 / 11-6
- Hisako Mizui –  Wong Chun Fan: 12-11 / 11-4
- Erica van den Heuvel –  Harumi Kohhara: 11-7 / 4-11 / 11-2
- Helen Troke –  Ma Wing Sze: 11-0 / 11-2
- Catrine Bengtsson –  Ye Zhaoying: 0-11 / 11-4 / 11-3
- Sarwendah Kusumawardhani –  Rhonda Cator: 11-3 / 11-1
- Astrid van der Knaap –  Kazue Kanai: 12-11 / 11-2
- Pernille Nedergaard –  Anna Lao: 11-7 / 11-9
- Pornsawan Plungwech –  Vlada Chernyavskaya: 11-8 / 2-11 / 11-6
- Huang Hua –  Chen Hsiao-li: 11-7 / 11-3
- Susi Susanti –  Jaroensiri Somhasurthai: 11-3 / 11-7
- Zhou Lei –  Eline Coene: 7-11 / 11-8 / 11-4
- Lee Young-suk –  Christine Magnusson: 11-0 / 11-5
- Minarti Timur –  Hisako Mizui: 10-12 / 11-7 / 11-4
- Helen Troke –  Erica van den Heuvel: 10-12 / 11-3 / 11-1
- Sarwendah Kusumawardhani –  Catrine Bengtsson: 11-3 / 11-5
- Pernille Nedergaard –  Astrid van der Knaap: 10-11 / 11-3 / 11-4
- Huang Hua –  Pornsawan Plungwech: 11-4 / 11-3
- Susi Susanti –  Zhou Lei: 10-12 / 11-8 / 11-4
- Helen Troke –  Sarwendah Kusumawardhani: 12-11 / 11-8
- Huang Hua –  Pernille Nedergaard: 12-9 / 11-8
- Minarti Timur –  Lee Young-suk: w.o.
- Susi Susanti –  Minarti Timur: 11-2 / 11-2
- Huang Hua –  Helen Troke: 11-0 / 11-6
- Huang Hua –  Susi Susanti: 11-3 / 11-6

### Herrendoppel
- Mike Bitten /  Bryan Blanshard –  Horng Shin-jeng /  Lin Chian-chow: 15-10 / 15-4
- Nick Ponting /  Dave Wright –  Antonio Mance jr. /  Simeon Ramores: 15-1 / 15-6
- Mark Christiansen /  Michael Kjeldsen –  Chan Wing Kit /  Ng Liang Hua: 15-3 / 15-1
- Richard Mainaky /  Aryono Miranat –  Siripong Siripool /  Pramote Teerawiwatana: 15-0 / 8-15 / 15-13
- Russell Hogg /  Kenny Middlemiss –  Kerrin Harrison /  Glenn Stewart: 15-5 / 15-7
- Ong Ewe Chye /  Rahman Sidek –  Masami Osanai /  Tatsuya Yanagiya: 17-15 / 7-15 / 15-3
- Andrei Antropow /  Pawel Uwarow –  Narin Rungbanapan /  Narong Rungbanapan: 15-5 / 15-2
- Ko Hsin-ming /  Yang Shih-jeng –  Ng Pak Kum /  Tse Bun: 15-9 / 15-12
- Max Gandrup /  Jesper Knudsen –  Yasuhiro Hirano /  Seiichi Watanabe: 15-11 / 15-2
- Benny Lee /  Thomas Reidy –  Ramjee B. Shrestha /  Naresh Bahadur Singh: 15-3 / 15-4
- Peter Axelsson /  Pär-Gunnar Jönsson –  Koji Honda /  Masahiro Ito: 15-1 / 15-8
- Shuji Matsuno /  Shinji Matsuura –  Anthony Ave /  Ricardo Santos: 15-4 / 15-1
- Teeranun Chiangtha /  Pulsak Thewarangsee –  Ernesto de la Torre /  Fernando de la Torre: 15-8 / 15-7
- Huang Zhanzhong /  Zheng Yumin –  Takao Hayato /  Yuji Murayama: 15-10 / 15-10
- Chow Kin Man /  Wong Wai Lap –  Mirza Ali Yar Beg /  Islam Amir: w.o.
- Chris Bruil /  Alex Meijer –  Cheng Yeone-cChyuan /  Liao Wei-chieh: w.o.
- Lin Liang-chun /  Lin Yuan-dien –  Duminda Jayakody /  Niroshan Wijekoon: w.o.
- Kim Moon-soo /  Park Joo-bong –  Takuya Katayama /  Yuzo Kubota: 15-3 / 15-3
- Mike Bitten /  Bryan Blanshard –  Nick Ponting /  Dave Wright: 15-10 / 15-10
- Cheah Soon Kit /  Soo Beng Kiang –  Fumihiko Machida /  Koji Miya: 15-10 / 15-2
- Mark Christiansen /  Michael Kjeldsen –  Richard Mainaky /  Aryono Miranat: 9-15 / 15-5 / 18-13
- Li Yongbo /  Tian Bingyi –  Jessie Alonzo /  Martin Lee Millar: 15-0 / 15-2
- Ong Ewe Chye /  Rahman Sidek –  Russell Hogg /  Kenny Middlemiss: 15-10 / 15-10
- Jon Holst-Christensen /  Thomas Lund –  Jan-Eric Antonsson /  Stellan Österberg: 15-10 / 15-4
- Andrei Antropow /  Pawel Uwarow –  Ko Hsin-ming /  Yang Shih-jeng: 15-12 / 15-7
- Chris Bruil /  Alex Meijer –  Chow Kin Man /  Wong Wai Lap: 15-8 / 15-11
- Max Gandrup /  Jesper Knudsen –  Chen Hongyong /  Chen Kang: 17-14 / 15-6
- Peter Axelsson /  Pär-Gunnar Jönsson –  Benny Lee /  Thomas Reidy: 15-4 / 15-7
- Rudy Gunawan /  Eddy Hartono –  Abhichat Khongchan /  Thanakorn Singkaew: 15-5 / 15-3
- Shuji Matsuno /  Shinji Matsuura –  Teeranun Chiangtha /  Pulsak Thewarangsee: 15-1 / 15-4
- Jan Paulsen /  Henrik Svarrer –  Chiang Hong-li /  Kuo Huan-wen: 15-2 / 15-6
- Huang Zhanzhong /  Zheng Yumin –  Lin Liang-chun /  Lin Yuan-dien: 15-1 / 15-8
- Jalani Sidek /  Razif Sidek –  Neil Cottrill /  Chris Hunt: 15-6 / 15-0
- Kim Moon-soo /  Park Joo-bong –  Mike Bitten /  Bryan Blanshard: 15-5 / 15-5
- Cheah Soon Kit /  Soo Beng Kiang –  Mark Christiansen /  Michael Kjeldsen: 15-8 / 15-6
- Li Yongbo /  Tian Bingyi –  Ong Ewe Chye /  Rahman Sidek: 15-7 / 15-2
- Jon Holst-Christensen /  Thomas Lund –  Andrei Antropow /  Pawel Uwarow: 15-0 / 15-5
- Max Gandrup /  Jesper Knudsen –  Chris Bruil /  Alex Meijer: 12-15 / 15-3 / 15-1
- Rudy Gunawan /  Eddy Hartono –  Peter Axelsson /  Pär-Gunnar Jönsson: 15-3 / 15-3
- Jan Paulsen /  Henrik Svarrer –  Shuji Matsuno /  Shinji Matsuura: 15-5 / 5-15 / 18-17
- Jalani Sidek /  Razif Sidek –  Huang Zhanzhong /  Zheng Yumin: 15-13 / 17-16
- Kim Moon-soo /  Park Joo-bong –  Cheah Soon Kit /  Soo Beng Kiang: 15-10 / 15-4
- Li Yongbo /  Tian Bingyi –  Jon Holst-Christensen /  Thomas Lund: 9-15 / 15-11 / 15-13
- Rudy Gunawan /  Eddy Hartono –  Max Gandrup /  Jesper Knudsen: 15-3 / 15-3
- Jalani Sidek /  Razif Sidek –  Jan Paulsen /  Henrik Svarrer: 15-10 / 15-11
- Kim Moon-soo /  Park Joo-bong –  Li Yongbo /  Tian Bingyi: 15-3 / 15-2
- Jalani Sidek /  Razif Sidek –  Rudy Gunawan /  Eddy Hartono: 15-10 / 9-15 / 15-11
- Kim Moon-soo /  Park Joo-bong –  Jalani Sidek /  Razif Sidek: 15-4 / 1-0

### Damendoppel
- Lai Caiqin /  Yao Fen –  Masako Sakamoto /  Erika Von Heiland: 15-5 / 15-3
- Tokiko Hirota /  Yuko Koike –  Kang Chia-yi /  Lee Chien-mei: 15-7 / 15-4
- Gillian Clark /  Gillian Gowers –  Kyomi Isozaki /  Haruko Matsuda: 10-15 / 15-8 / 15-3
- Nettie Nielsen /  Lisbet Stuer-Lauridsen –  Irina Serova /  Vlada Chernyavskaya: 15-7 / 15-9
- Erma Sulistianingsih /  Rosiana Tendean –  Plernta Boonyarit /  Thananya Phanachet: 15-0 / 15-3
- Naomi Simizu /  Fujimi Tamura –  Denyse Julien /  Doris Piché: 15-7 / 15-3
- Catrine Bengtsson /  Maria Bengtsson –  Kazue Hoshi /  Yoko Koizumi: 15-3 / 15-8
- Kimiko Jinnai /  Hisako Mori –  Cheng Yin Sat /  Ma Wing Sze: 15-1 / 15-1
- Tomomi Matsuo /  Kyoko Sasage –  Rhonda Cator /  Anna Lao: 15-3 / 15-5
- Dorte Kjær /  Lotte Olsen –  Chiu Mei Yin /  Chung Hoi Yuk: 18-14 / 15-6
- Finarsih /  Lili Tampi –  Linda French /  Joy Kitzmiller: 15-4 / 15-3
- Guan Weizhen /  Nong Qunhua –  Akiko Michiue /  Maki Nagai: 15-4 / 17-14
- Lin Yanfen /  Zhang Wanling –  Anne Gibson /  Christine Skropke: 15-1 / 13-15 / 15-6
- Eline Coene /  Erica van den Heuvel –  Ladawan Mulasartsatorn /  Piyathip Sansaniyakulvilai: 15-9 / 17-14
- Pernille Dupont /  Grete Mogensen –  Miwa Kai /  Keiko Nakahara: 13-15 / 15-3 / 15-7
- Chung So-young /  Hwang Hye-young –  Takae Masumo /  Chikako Nakayama: 15-1 / 15-1
- Tokiko Hirota /  Yuko Koike –  Lai Caiqin /  Yao Fen: 15-8 / 9-15 / 15-8
- Gillian Clark /  Gillian Gowers –  Nettie Nielsen /  Lisbet Stuer-Lauridsen: 15-10 / 15-7
- Erma Sulistianingsih /  Rosiana Tendean –  Naomi Simizu /  Fujimi Tamura: 15-2 / 15-12
- Kimiko Jinnai /  Hisako Mori –  Catrine Bengtsson /  Maria Bengtsson: 15-3 / 15-11
- Dorte Kjær /  Lotte Olsen –  Tomomi Matsuo /  Kyoko Sasage: 15-8 / 14-15 / 18-15
- Guan Weizhen /  Nong Qunhua –  Finarsih /  Lili Tampi: 15-3 / 15-3
- Eline Coene /  Erica van den Heuvel –  Lin Yanfen /  Zhang Wanling: 15-12 / 8-15 / 15-9
- Chung So-young /  Hwang Hye-young –  Pernille Dupont /  Grete Mogensen: 15-8 / 15-13
- Gillian Clark /  Gillian Gowers –  Tokiko Hirota /  Yuko Koike: 15-10 / 15-8
- Erma Sulistianingsih /  Rosiana Tendean –  Kimiko Jinnai /  Hisako Mori: 11-15 / 15-5 / 15-9
- Guan Weizhen /  Nong Qunhua –  Dorte Kjær /  Lotte Olsen: 1-15 / 15-5 / 17-14
- Chung So-young /  Hwang Hye-young –  Eline Coene /  Erica van den Heuvel: 15-8 / 15-12
- Gillian Clark /  Gillian Gowers –  Erma Sulistianingsih /  Rosiana Tendean: 15-11 / 15-10
- Guan Weizhen /  Nong Qunhua –  Chung So-young /  Hwang Hye-young: 11-15 / 17-14 / 15-8
- Gillian Clark /  Gillian Gowers –  Guan Weizhen /  Nong Qunhua: 6-15 / 18-15 / 15-9

### Mixed
- Park Joo-bong /  Chung Myung-hee –  Kenny Middlemiss /  Hiromi Takagi: 15-6 / 15-4
- Pulsak Thewarangsee /  Plernta Boonyarit –  Liu En-hung /  Chen Hsiao-li: 15-11 / 11-15 / 15-12
- Mike Bitten /  Doris Piché –  Tatsuhiko Mouri /  Hitomi Nakao: 15-3 / 18-14
- Jesper Knudsen /  Lotte Olsen –  Pawel Uwarow /  Vlada Chernyavskaya: 18-15 / 15-10
- Thomas Lund /  Pernille Dupont –  Chow Kin Man /  Chiu Mei Yin: 15-2 / 15-3
- Jan-Eric Antonsson /  Christine Magnusson –  Siripong Siripool /  Ladawan Mulasartsatorn: 15-13 / 15-7
- Koji Miya /  Mika Uemura –  Jaimie Dawson /  Anna Lao: 15-0 / 18-13
- Max Gandrup /  Gillian Clark –  Neil Cottrill /  Miwako Nishida: 15-4 / 15-8
- Michael Kjeldsen /  Dorte Kjær –  Takao Hayato /  Michiyo Tashiro: 15-0 / 15-6
- Bryan Blanshard /  Denyse Julien –  Tse Bun /  Ma Wing Sze: 15-7 / 15-3
- Russell Hogg /  Christine Skropke –  Andrei Antropow /  Irina Serova: 15-6 / 15-7
- Jan Paulsen /  Gillian Gowers –  Pramote Teerawiwatana /  Piyathip Sansaniyakulvilai: 15-5 / 15-7
- Pär-Gunnar Jönsson /  Maria Bengtsson –  Ng Pak Kum /  Chung Hoi Yuk: 15-9 / 7-15 / 15-3
- Henrik Svarrer /  Erica van den Heuvel –  Kaoru Imamura /  Yuji Murayama: 15-11 / 15-9
- Horng Shin-jeng /  Lee Chien-mei –  Chris Hunt /  Fujimi Tamura: 15-11 / 17-16
- Jon Holst-Christensen /  Grete Mogensen –  Narin Rungbanapan /  Thananya Phanachet: 15-5 / 15-7
- Park Joo-bong /  Chung Myung-hee –  Pulsak Thewarangsee /  Plernta Boonyarit: 15-4 / 15-6
- Jesper Knudsen /  Lotte Olsen –  Mike Bitten /  Doris Piché: 15-5 / 15-4
- Thomas Lund /  Pernille Dupont –  Jan-Eric Antonsson /  Christine Magnusson: 15-10 / 15-2
- Max Gandrup /  Gillian Clark –  Koji Miya /  Mika Uemura: 15-2 / 15-0
- Michael Kjeldsen /  Dorte Kjær –  Bryan Blanshard /  Denyse Julien: 15-6 / 13-15 / 15-4
- Jan Paulsen /  Gillian Gowers –  Russell Hogg /  Christine Skropke: 15-8 / 15-5
- Henrik Svarrer /  Erica van den Heuvel –  Pär-Gunnar Jönsson /  Maria Bengtsson: 17-15 / 10-15 / 15-11
- Jon Holst-Christensen /  Grete Mogensen –  Horng Shin-jeng /  Lee Chien-mei: 15-7 / 15-7
- Park Joo-bong /  Chung Myung-hee –  Jesper Knudsen /  Lotte Olsen: 15-1 / 15-1
- Thomas Lund /  Pernille Dupont –  Max Gandrup /  Gillian Clark: 15-8 / 15-17 / 15-5
- Jan Paulsen /  Gillian Gowers –  Michael Kjeldsen /  Dorte Kjær: 15-11 / 15-7
- Jon Holst-Christensen /  Grete Mogensen –  Henrik Svarrer /  Erica van den Heuvel: 9-15 / 15-4 / 15-11
- Park Joo-bong /  Chung Myung-hee –  Thomas Lund /  Pernille Dupont: 15-12 / 10-15 / 15-9
- Jon Holst-Christensen /  Grete Mogensen –  Jan Paulsen /  Gillian Gowers: 15-3 / 15-2
- Park Joo-bong /  Chung Myung-hee –  Jon Holst-Christensen /  Grete Mogensen: 15-7 / 15-8